# Laurence Cohen
Laurence Cohen, (15 de gener de 1953) és una política francesa. Membre del Partit Comunista Francès, és senadora pel departament de Val-de-Marne.

## Biografia
Laurence Cohen treballa com a logopeda a Gentilly, al departament de Val-de-Marne.
Dins del Partit Comunista, s'ocupa de les qüestions relatives al feminista i als drets de les dones.
L'any 2017, va liderar la coalició "Rassemblé-e-s pour porter l'espoir en Val-de-Marne" (en català: "Reunides per donar l'esperança a Val-de-Marne"), formada pel Partit Comunista Francès, el Partit Socialista i per Europa Ecologia-Els Verds. La coalició va obtenir la primera posició en les eleccions al Senat, amb un 38,58% dels vots al seu departament, Val-de-Marne.
Al maig de 2018, va promoure una crida unitària titulada: « Lula : une situation alarmante au Brésil » (en català: « Lula : una situació alarmant al Brasil »), en què els signants, tots ells parlamentaris, tenien l'objectiu d'alertar sobre la situació política al Brasil.